# Wapen van Zwijndrecht (Nederland)

Wapen van Zwijndrecht

Het wapen van Zwijndrecht is op 24 juli 1816 bij Koninklijk Besluit aan de gemeente Zwijndrecht toegekend. Het is sindsdien bij gemeentelijke herindelingen ongewijzigd gebleven. Na de toevoeging van Heerjansdam aan de gemeente in 2003 heeft de gemeenteraad in 2005 besloten het bestaande wapen te handhaven. Hoewel de Hoge Raad van Adel heeft aangegeven dat de gemeente het recht had een vijfbladige kroon op het wapen aan te vragen, heeft de gemeenteraad hiervan afgezien. De raadsvergadering heeft tevens besloten het wapen van Heerjansdam de status van dorpswapen te geven.

## Oorsprong
Het wapen werd reeds lang als heerlijkheidswapen gevoerd, maar desondanks is de herkomst ervan onbekend. Een verklaring is dat het is overgenomen van de familie van Swijndrecht, die drie vuurijzers in haar wapen voerde. In 1243 is er sprake van ridder Engelbert van Swijndrecht. Wanneer deze familie in bezit geweest is van de heerlijkheid is niet bekend.

## Blazoenering
De beschrijving van het wapen is als volgt: "Van goud beladen met 3 vuurijzers van sabel, staande en fasce."
N.B. De heraldische kleuren in het schild zijn: goud (geel) en sabel (zwart).